# Arraona

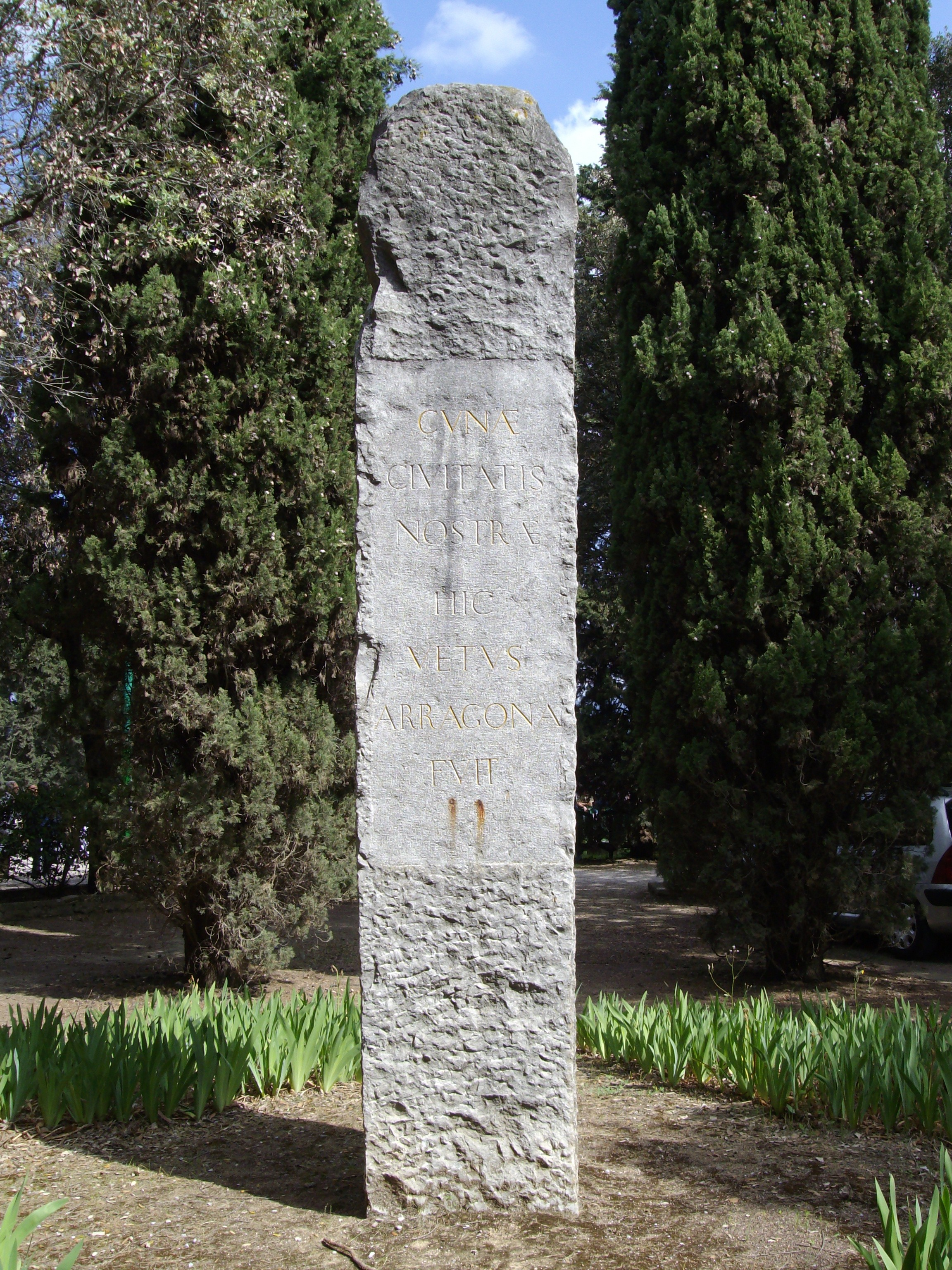
Monumento a la villa romana de Arragona, Santuario de Nuestra Señora de la Salud

Arraona (escrito antiguamente Arrahona) es un yacimiento arqueológico de época romana, no anterior a la primera mitad del siglo I a. C., situado en el actual barrio de la Salud de Sabadell. Se descubrió a principios del siglo XX.
El topónimo de Arraona ha perdurado durante siglos y se cita por primera vez en el itinerario de Cádiz a Roma en uno de los Vasos Apolinares encontrados en las termas de Vicarello en Italia.

## Historia

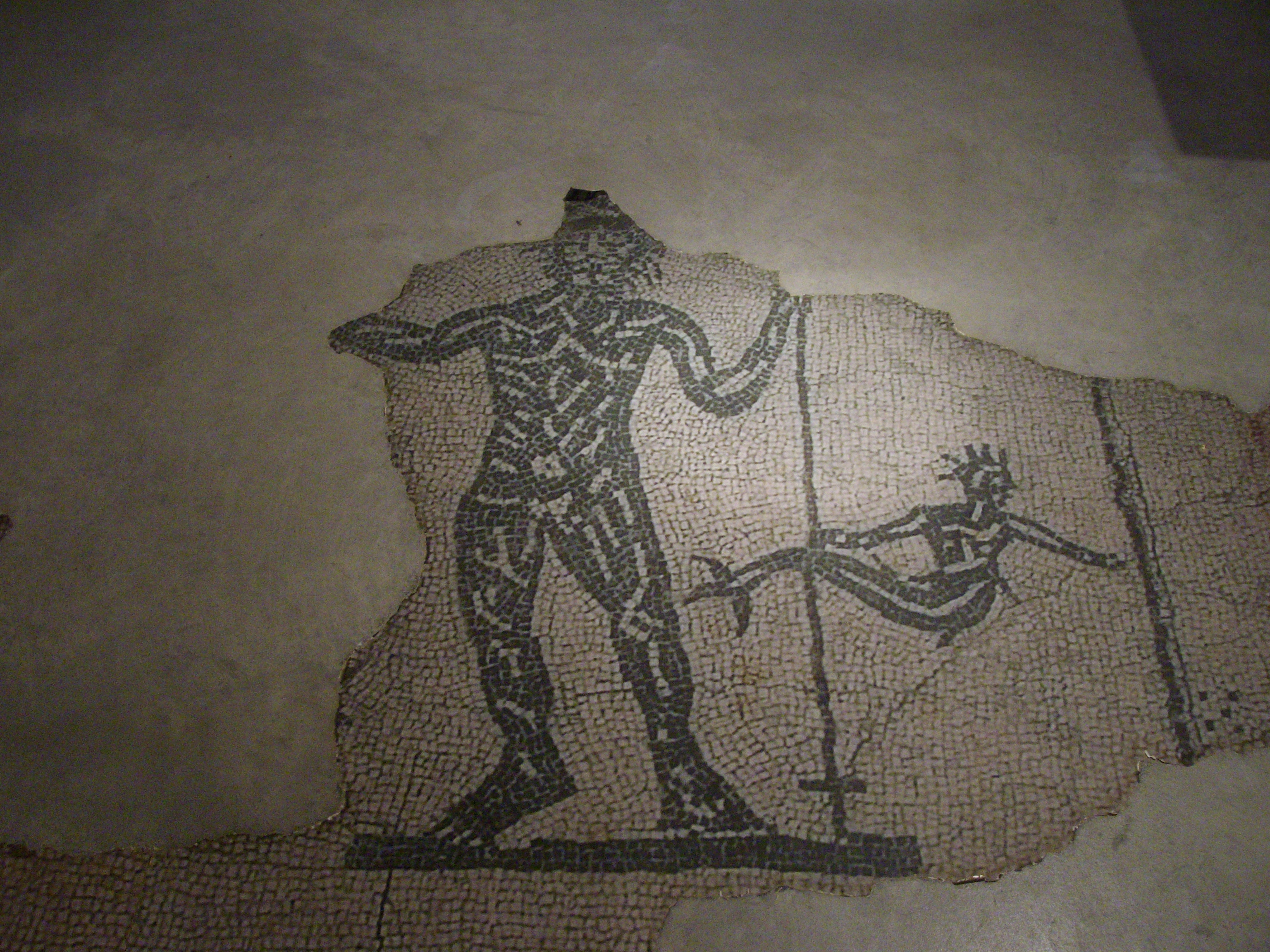
Imagen del mosaico del dios Neptuno y una tritonesa en el suelo de la ermita de Sant Iscle y Santa Victoria

Era una villa romana conocida en latín como Arragonem o Arragona establecida en la cumbre de la sierra de Sant Iscle, en el lugar del actual Santuario de Nuestra Señora de la Salud, situado a la izquierda del río Ripoll y en la entidad de población de la Salud. Fue citada en los itinerarios romanos, puesto que antiguamente la Vía Augusta había pasado por el Vallès y, por lo tanto era un sitio transitado y lugar de avituallamiento de las caballerías y los viajeros.
La ermita de Sant Iscle y Santa Victoria construida en el siglo X, fue edificada encima de las ruinas de la villa, y donde fueron encontrados restos de la natatio (piscina) de las instalaciones termales y un mosaico que pavimentaba el suelo, donde aparecía una mujer (tritonesa) haciendo el cortejo del dios Neptuno.
En la excavación del yacimiento aparecieron restos de objetos de cerámica como ánforas, doliums, tegulae, etc., así como piedras trabajadas e indicios de paredes. Bajo la dirección de Joan Vila Cinca la primera etapa de excavaciones se hizo durante los años 1912-1916. A esta siguieron dos más 1931-1935 y la última el 1948-1949, bajo la dirección de Vicenç Renom. El material encontrado se conserva en el Museo Arqueológico de Barcelona y en el Museo de Historia de Sabadell. El yacimiento consta de tres periodos: Ibérico, romano y medieval.
No se considera que el yacimiento de Arraona fuera la base del actual Sabadell.